# Marietta (Ohio)
Marietta es una ciudad ubicada en el condado de Washington en el estado estadounidense de Ohio. En el censo de 2010 tenía una población de 14 085 habitantes y una densidad poblacional de 621,37 personas por km².

## Geografía
Marietta se encuentra ubicada en las coordenadas 39°25′45″N 81°26′55″O / 39.42917, -81.44861. Según la Oficina del Censo de los Estados Unidos, Marietta tiene una superficie total de 22.67 km², de la cual 21.84 km² corresponden a tierra firme y (3.64%) 0.83 km² es agua.

## Demografía
Según el censo de 2010, había 14 085 personas residiendo en Marietta. La densidad de población era de 621,37 hab./km². De los 14 085 habitantes, Marietta estaba compuesto por el 94,9% blancos, el 1,33% eran afroamericanos, el 0,27% eran amerindios, el 1,43% eran asiáticos, el 0,03% eran isleños del Pacífico, el 0,53% eran de otras razas y el 1,51% pertenecían a dos o más razas. Del total de la población el 1,07% eran hispanos o latinos de cualquier raza.